# Ferchau
Ferchau GmbH er en tysk it-virksomhed, der udvikler og producerer projektorienterede løsninger indenfor industri og outsourcing. I 2021 havde de 8.700 ansatte og en omsætning på 760 mio. euro. Deres koncernhovedkvarter er i Gummersbach.
 Heinz Ferchau grundlagde virksomheden i 1966 som Ingenieurbüro für Dienstleistungen rund um die Konstruktion.